# Zweikreisbremsanlage

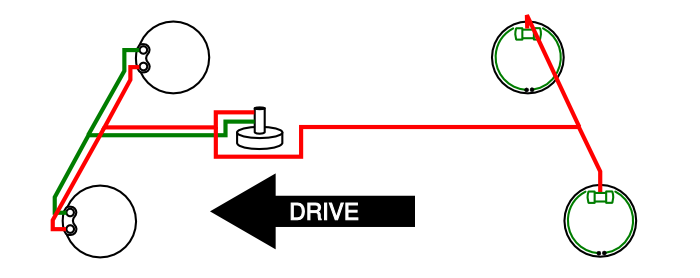
Zweikreisbremsanlage (HT-Aufteilung)

Als Zweikreisbremsanlage bezeichnet man im Fahrzeugbau eine Bremsanlage, deren Betriebsbremsen über zwei voneinander unabhängige Leitungskreise betätigt werden. Sie kommen sowohl als Hydraulikbremsen in Personenkraftwagen – mit einem Hauptbremszylinder – als auch als Druckluftbremsen oder kombinierte Hydraulik-/Druckluftanlagen in Lastkraftwagen oder Großmaschinen vor. Durch die zwei unabhängigen Kreise ist es möglich, beim Ausfall eines Bremskreises ohne Einsatz der Feststellbremse das Fahrzeug noch mit der Betriebsbremse zum Stillstand zu bringen.

## Anfänge und gesetzliche Vorschriften
Bereits 1895 ließ sich Hugo Mayer aus Rudolstadt (DRP 84748) eine Flüssigkeitsbremse patentieren. Ein Patent auf eine hydraulische Bremse (Rad- und Hauptbremszylinder) erhielt 1917 Malcolm Loughead. Das erste Pkw-Modell mit dieser hydraulischer Bremsanlage – auf alle vier Rädern wirkend – war das Modell A von Duesenberg (1921), in größeren Stückzahlen das Modell Chrysler B-70 (1924). Die exklusiven Lizenzrechte für Deutschland, Österreich, Ungarn und die Tschechoslowakei erhielt 1926 die Alfred Teves GmbH, im gleichen Jahr wurde der Adler Standard 6 als erster PKw deutscher Fertigung mit der „Ate-Lockheed“ genannten Bremse ausgerüstet. Bis auf wenige Ausnahmen führten alle Hersteller bis Ende der 1930er Jahre die Öldruckbremse ein: Maybach (Pkw) hatte bis zur Produktionseinstellung 1941 mechanische Vierradbremsen und der VW Käfer (Standard) bis März 1962 Seilzugbremsen.
Als Weiterentwicklung der hydraulischen Bremse mit dem Ziel „dass für den Fall des Versagens dieser Betätigung noch eine weitere solche Betätigung als Reserve zur Verfügung steht“ meldete Alfred Teves 1930 ein Patent auf ein zweikreisiges Bremssystem mit Trennung in den Radbremszylindern an.
Ein Patent zugunsten von Vincent Hugo Bendix über einen Tandem-Hauptbremszylinder wurde am 2. Januar 1934 eingetragen. ATE führte den Tandemhauptbremszylinder 1937 ein. Als erstes Pkw-Modell mit Tandem-Hauptbremszylinder gilt der Bugatti Type 57 (1938). Zwei Druckzylinder hatte der Simca-Fiat 11 CV (1934 bis 1938).
Die Pkw-Fahrzeuge Jaguar C-Type (1953) und Aston Martin DB3 S (1955) hatten wie der Simca-Fiat 11 CV die Schwarz-Weiß-Aufteilung (Vorder- und Hinterräder getrennt). Die diagonale Trennung wurde erstmals bei Saab 95 und Saab 96 (1963) verwendet.
Für Kraftomnibusse wurde die Zweikreisbremsanlage in der Bundesrepublik Deutschland zum 1. Juli 1963 gesetzlich vorgeschrieben. Für Kraftfahrzeuge und deren Anhänger wurde durch die Richtlinie 71/320/EWG vom 30. Juli 1971 die Zweikreisbremse vorgeschrieben, die zum 30. Januar 1973 in den Ländern der EG umgesetzt werden musste. Die entsprechende US-Regelung (FMVSS) trat zum 1. Januar 1976 in Kraft.
Nach der aktuell (2021) gültigen UN-ECE R78 wird eine „geteilte Betriebsbremsanlage“ (BBA) über „eine Betätigungseinrichtung betätigt, sie wirkt auf alle Räder gleichzeitig und ist aus Untersystemen aufgebaut. Diese Untersysteme sind so voneinander getrennt, dass im Falle einer Undichtigkeit in einem Untersystem das andere nicht beeinflusst wird.“

## Fünf Systeme

### TT-Aufteilung (Schwarz-Weiß-Aufteilung)
TT-Aufteilung bedeutet, dass die Räder einer Achse von jeweils einem Kreis angesteuert werden. Beim Ausfall eines Kreises stehen damit die Bremsen an den Rädern einer Achse zur Verfügung. Da bei einem Bremsvorgang die Bremsen an der Vorderachse den größeren Anteil der Bremsleistung erbringen, kann es zu einem verlängerten Bremsweg bei deren Ausfall kommen. In Kurven besteht die Gefahr des Ausbrechens. Bei Bremsungen entsteht allerdings kein Giermoment um die Fahrzeughochachse, sodass nicht zwingend ein negativer Lenkrollradius verwendet werden muss. Die TT-Aufteilung hat sich bei Nutzfahrzeugen als zweckmäßig erwiesen. Bei Rennfahrzeugen wird diese Art eingesetzt, weil damit auf einfache Weise die Bremskräfte auf Vorder- und Hinterachse verstellt werden können, bei der Formel 1 ist sie vorgeschrieben. Ferner haben alle Citroën mit Hydropneumatik diese Aufteilung. Diese Variante stellt die technisch am einfachsten und kostengünstigsten umsetzbare dar.

### X-Aufteilung (Diagonal-Zweikreisbremse)
Bei der Diagonal-Aufteilung (auch K-Aufteilung) wird jeweils eines der diagonal gegenüber liegenden Räder der Vorder- und Hinterachse von einem Kreis versorgt. Im Falle des Ausfalls eines Kreises steht damit immer ein Rad an der Vorderachse zur Verfügung. Allerdings entsteht bei Bremsungen mit nur einem Bremskreis ein Giermoment um die Fahrzeughochachse, weil das eine gebremste Vorderrad wesentlich höhere Bremskräfte überträgt als das auf der anderen Fahrzeugseite liegende gebremste Hinterrad. Um eine ausreichende Fahrstabilität zu gewährleisten, ist zur Anwendbarkeit dieser Bauweise ein negativer Lenkrollradius fast unausweichlich. Nachteilig ist auch, dass bei zu hoher thermischer Belastung der Bremsen an der Vorderachse beide Bremskreise gleichzeitig ausfallen können.
Diese Bauform wird vor allem bei frontgetriebenen Fahrzeugen verwendet, weil sie wegen der geringen Hinterachslast zumindest ein gebremstes Vorderrad benötigen, um die gesetzlichen Vorschriften für die Mindestverzögerung bei Ausfall eines Bremskreises erfüllen zu können.

### LL-Aufteilung
Dabei versorgt jeweils ein Kreis beide Räder der Vorderachse und jeweils ein Rad der Hinterachse. Die Scheibenbremsen der Vorderachse haben doppelte Bremskolben, die unabhängig voneinander angesteuert werden. Bei Ausfall eines Kreises stehen noch 80 Prozent der Bremsleistung zur Verfügung, da weiterhin beide Vorderräder und ein Rad der Hinterachse gebremst werden. Der schwedische Automobilhersteller Volvo verwendete das System erstmals ab 1966 im Volvo 140.

### HT-Aufteilung
Ein Kreis bremst alle Räder ab, der zweite Kreis steuert nur die Vorderachse an. Im Falle des Ausfalls eines Kreises wirkt daher stets noch die besonders wichtige Vorderachsbremse. Diese Bauweise ist jedoch ähnlich wie die LL-Aufteilung vergleichsweise aufwändig. Erstmals verwendet im NSU Ro 80 (1967).

### HH-Aufteilung
Jeder Bremskreis versorgt alle Räder. Alle Bremsen haben doppelte Bremszylinder, die unabhängig voneinander angesteuert werden. Beim Ausfall eines Kreises steht trotzdem die volle Bremsleistung zur Verfügung.

### Auswirkungen beim Systemausfall
Die Vorschriften zur Einführung von Zweikreisbremsen sind aufgrund der Ausfallsicherheit erlassen worden. Moderne Pkw-Bremsanlagen erreichen nach Millionen von Kilometern eine Ausfallsicherheit von 96 Prozent. Fällt bei der K oder LL-Aufteilung ein Systemkreis aus, entsteht beim Bremsen ein Drehimpuls.

K-Aufteilung Beim Bremsen mit nur einer vorderen Radbremse entsteht ein Drehimpuls (Hier: Bremswirkung rechtes Vorderrad – Drehimpuls im Uhrzeigersinn)
LL-Aufteilung Beim Bremsen mit nur einer hinteren Radbremse entsteht ein Drehimpuls. (Hier: Bremswirkung linkes Hinterrad – Drehimpuls gegen den Uhrzeigersinn)

## Dreikreisbremsanlage
In einigen Pkw von Rolls Royce wurden, beginnend mit dem Silver Shadow im Jahr 1965, Dreikreisbremsanlagen verwendet. In diesem Fall wurde der herkömmliche hydraulische Bremskreis um zwei zusätzliche zentralhydraulische Bremskreise ergänzt, wobei die Scheibenbremsen der Vorderräder insgesamt vier Bremssättel aufwiesen. Einer der zentralhydraulischen Kreise wirkte nur auf die Vorderräder, der zweite zentralhydraulische Kreis wirkte sowohl auf Vorder- als auch die Hinterräder und der herkömmliche hydraulische dritte Bremskreis wirkte nur auf die Hinterräder.